# Tour della nazionale maschile di rugby a 15 dell'Australia 1949
Il  Tour della Nazionale di rugby a 15 dell'Australia 1949 fu una serie di match di rugby a 15, disputati tra agosto e settembre dall'Australia in Nuova Zelanda.
L'Australia, approfittando del fatto che i migliori giocatori neozelandesi erano impegnati nel tour in Sudafrica, conquista la Bledisloe Cup
Addirittura la Nuova Zelanda disputò due match nello stesso giorno: il 3 settembre una formazione infatti era impegnata (nel corso del proprio tour) a Durban contro il Sud Africa, l'altro poche ore prima aveva giocato a Wellington contro l'Australia
Di fatto la squadra impegnata con i Wallabies era la seconda squadra neozelandese completa dei giocatori Maori che erano stati "rifiutati" dal governo sudafricano, in quanto i giocatori di colore non potevano giocare con i bianchi ai tempi dell'apartheid

## Risultati
Sistema di punteggio: meta = 3 punti, Trasformazione=2 punti. Punizione e calcio da mark= 3 punti. drop = 3 punti. 
| Taumarunui 17 agosto 1949 | King Country | 6 – 24 | Australia XV |  |

| Whakatane 21 agosto 1949 | Bay of Plenty | 8 – 35 | Australia XV |  |

| Gisborne 24 agosto 1949 | Poverty Bay & East Coast | 12 – 20 | Australia XV |  |

| Masterton 27 agosto 1949 | Waiparapa Bush | 14 – 21 | Australia XV |  |

| Palmerston North 31 agosto 1949 | Manawatu-Horowenua | 6 – 29 | Australia XV |  |

| Arbitro: | Eric Hill |

|                         |           |                                       |
| mete: Moore c.p.: Kelly | Marcatori | mete: Garner 2, Windon trasf.: Cawsey |

| Blenheim 7 settembre 1949 | Combined XV | 8 – 14 | Australia XV |  |

| Greymouth 10 settembre 1949 | West Coast- Buller | 17 – 15 | Australia XV |  |

| Oamaru 14 settembre 1949 | North Otago South Canerbury Asbburton | 0 – 9 | Australia XV |  |

| Invercagill 17 settembre 1949 | Southland | 10 – 15 | Australia XV |  |

| Christchurch 21 settembre 1949 | Canterbury | 12 – 16 | Australia XV |  |

| Arbitro: | Les Walsh |

|                                           |           |                                                               |
| mete: Roper c.p.: O'Callaghan Drop: Smith | Marcatori | mete: Emery Solomon, Windon trasf.: Allan, Cawsey c.p.: Allan |